# Xã Winchester, Quận Norman, Minnesota
Xã Winchester (tiếng Anh: Winchester Township) là một xã thuộc quận Norman, tiểu bang Minnesota, Hoa Kỳ. Năm 2010, dân số của xã này là 56 người.